# Grammonota inornata
Grammonota inornata là một loài nhện trong họ Linyphiidae.
Loài này thuộc chi Grammonota. Grammonota inornata được James Henry Emerton miêu tả năm 1882.